# Canama inquirenda
Canama inquirenda är en spindelart som beskrevs av Embrik Strand 1911. Canama inquirenda ingår i släktet Canama och familjen hoppspindlar. Inga underarter finns listade.